# 枯樹湖
《枯樹湖》（英語： 或 Catskill）是托马斯·科尔的布面油畫，在1825年完成。作品描繪了紐約州東南部的卡茲奇山，是科尔1825年創作的5幅風景畫之一，這些風景畫創立了19世紀中葉的美國藝術運動哈德遜河派。